# Асгард (нафтогазоконденсатне родовище)
Осгар (або Осґар, норв. Åsgard) — нафтогазоконденсатне родовище в Норвезькому морі, станом на кінець 2015 року четверте за обсягом родовище газу в історії Норвегії.

## Опис

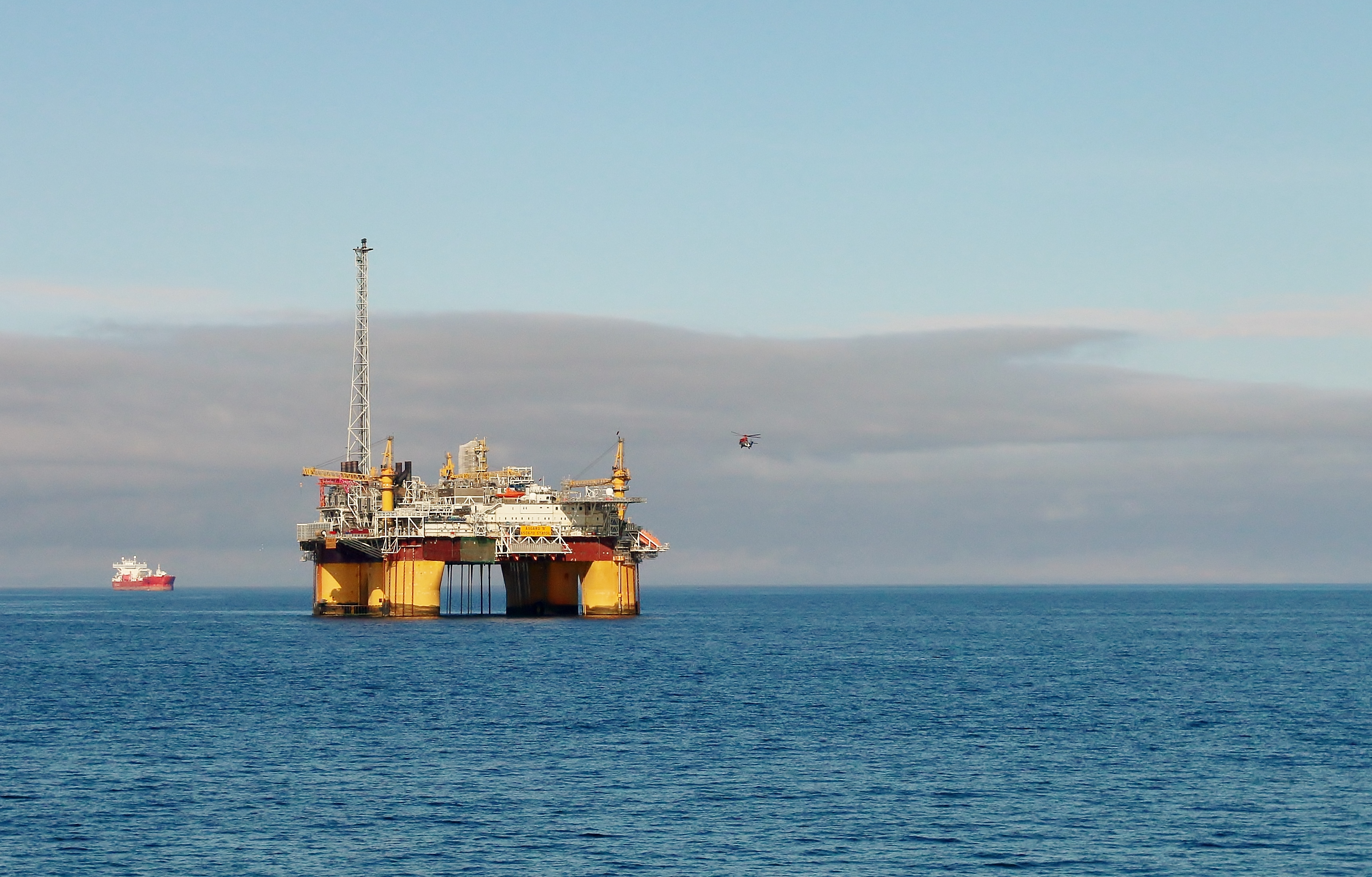
Плавуча установка Åsgard B

Розташоване на банці Галтен (Haltenbanken), у 200 км від узбережжя Центральної Норвегії. Три його складові — Мідґор (Midgard), Смербукк (Smørbukk) і Smørbukk South — відкриті у 1981—1985 роках компаніями Saga та Statoil. У 1995 ці розвідувальні ліцензії об'єднали у одне родовище.
Враховуючи глибини в районі родовища — 240—310 метрів — для його розробки застосовували плавучі установки. Видобуток почався у 1999 році за допомогою установки для підготовки та зберігання нафти Åsgard A. Наступного року до неї приєдналась напівзанурювана установка підготовки газу Åsgard B та судно для зберігання конденсату Åsgard C. Через певний час до Åsgard B також під'єднали два менших родовища-сателліти — Морвін (Morvin) і Міккель (Mikkel).
У процесі розробки на родовищі пробурено 52 свердловини, згруповані у 16 кластерів. Між ними споруджено біля 300 км з'єднувальних трубопроводів, а для видачі продукції — 707-кілометровий газопровід Åsgard Transport line до газопереробного комплексу в Karsto північніше Ставангеру.
Початкові видобувні запаси Осгару оцінюють у 210 млрд м³ газу, 39 млн тонн зріджених вуглеводневих газів та 121 млн м³ нафти та конденсату (разом з родовищами Morvin та Mikkel — 248 млрд м³ газу, 49 млн тонн ЗВГ та 139 млн м³ нафти та конденсату). Станом на кінець 2015 року залишкові видобувні запаси складали 57 млрд м³ газу, 11 млн тонн зріджених вуглеводневих газів та 13 млн м³ нафти та конденсату (разом з родовищами Morvin та Mikkel — 73 млрд м³ газу, 15 млн тонн ЗВГ та 18 млн м³ нафти і конденсату). Піку видобутку газ досягли у 2009 році з показником 12,3 млрд м³, нафти — у 2001 з показником 8,3 млн м³ (дані без урахування родовищ-сателітів).
У 2015 році на родовищі встановили першу у світі підводну компресорну станцію на глибині 300 м. Перед нагнітанням провадиться виділення ЗВГ, які додаються знову до вже компримованого газу. За допомогою компресорної станції збираються довести рівень вилучення природного газу із резервуара до 87 % (для покладу Midgard) та 84 % (для родовища Міккель), підвищивши його на третину в порівнянні з безкомпресорним видобутком.
У 2009 році на Åsgard B також почалась подача газу з невеликого родовища Yttergryta, а наприкінці 2010-х цю установку з'єднали з нафтовим родовищем Марія, куди подаватиметься необхідний для газліфту газ.